# Lines in the Sand
Lines in the Sand es la séptima pista del álbum Falling into Infinity de la banda de metal progresivo Dream Theater. Cuenta con la colaboración del cantante de King's X, Doug Pinnick en los coros.

## Versiones
La canción aparece en varios álbumes en vivo: en Once in a LIVEtime, el DVD Chaos in Motion 2007-2008, Los Ángeles, California, 5/18/98 y Old Bridge, New Jersey, 12/14/96, estos dos últimos, como bootlegs oficiales.
Una versión demo levemente más larga (13:33), aparece en el bootleg oficial Falling Into Infinity Demos.